# Metformine
La metformine (commercialisée sous les noms de Glucophage, Stagid et leurs génériques) est un antidiabétique oral de la famille des biguanides normoglycémiants utilisé en première intention dans le traitement du diabète de type 2. Son rôle est de diminuer l'insulino-résistance de l'organisme intolérant aux glucides et de diminuer la néoglucogenèse hépatique. Après l'intervention sur les habitudes de vie (alimentation, activité physique, perte de poids), ce médicament est utilisé en première intention médicamenteuse dans le traitement du diabète de type 2, seul ou en association avec d'autres antidiabétiques oraux.
Elle est découverte et décrite pour la première fois en 1922 par Emil Werner et James Bell. Son effet hypoglycémiant est remarqué en 1929 par deux équipes de recherche allemande. Elle ne sera cependant testée chez les humains qu'à partir de 1957 par le français Jean Sterne et sera commercialisé en France dès 1959 sous le nom de Glucophage.

Comprimés de Metformine 500 mg

## Indication dans le diabète de type 2
Il s'agit d'un médicament de première intention dans le diabète de type 2 (anciennement appelé diabète non insulinodépendant). Elle permet ainsi la réduction du risque de survenue d'un infarctus du myocarde ainsi que la mortalité toutes causes confondues, que cela soit en prévention primaire (patients n'ayant pas de maladie cardio-vasculaire) ou secondaire (patients ayant une maladie cardio-vasculaire). Selon une synthèse d'essais randomisés contrôlés contre placébo ou sans intervention, l'efficacité de la metformine sur la mortalité est comprise entre 0 % et 50 %.

## Autres indications
La metformine a une certaine efficacité dans le syndrome de Stein-Leventhal (ou syndrome des ovaires polykystiques), maladie souvent associée à un diabète de type 2. La prescription de metformine améliore ainsi légèrement les chances d'ovulation chez ces femmes bien que le taux de conception reste décevant. L'indication de ce médicament dans la polykystose ovarienne n'est pas retenue par la Food and Drug Administration, mais son utilisation systématique est considérée dans les recommandations de l'American Association of Clinical Endocrinologists.
Elle pourrait également retarder l'apparition d'un diabète en cas d'intolérance glucidique.

La metformine est notamment recommandée par l'OMS depuis 2018 en prévention ou traitement de l'obésité chez les patients atteints de troubles mentaux sévères. L'OMS s'appuie notamment la méta-analyse de De Silva et al. s'intéressant aux essais cliniques randomisés de la metformine en prévention ou en traitement de la prise de poids sous anti-psychotiques. Plus récemment, Fitzgerald et al. ont publié dans le BMJ psychiatry une revue de la littérature sur les recommandations existantes concernant la prise de poids sous anti-psychotiques et son traitement par metformine. L'intérêt de leur travail réside principalement dans le fait de souligner le nombre de recommandations déjà existantes concernant l'usage de la metformine dans la prise de poids sous anti-psychotiques ; leur article formule également un guide de prescription et de surveillance de la metformine pour les psychiatres.

## Pharmacocinétique
La metformine est absorbée au niveau de l'intestin grêle. La concentration maximale plasmatique est atteinte au bout de 2,5 heures. Sa biodisponibilité est d'environ 50 à 60 %, avec une dose non absorbée d'environ 20 à 30 % retrouvable dans les fèces.
Elle circule dans le sang de manière non fixée et est excrétée, inchangée, par les reins.

## Mécanisme d'action
Son mécanisme d'action est complexe et n'est pas à ce jour totalement élucidé.
La metformine est un normoglycémiant : elle n'agit pas sur la sécrétion d'insuline, mais en augmentant la sensibilité à l'insuline des tissus utilisateurs de glucose (muscles, tissus adipeux).
La metformine a également un rôle dans l'inhibition de la néoglucogenèse, en inhibant la glycérophosphate déshydrogénase mitochondriale, et dans le transport membranaire du glucose (diminution de sa résorption intestinale). Elle augmente également le relargage de Glucagon-like peptide-1, inhibe la voie du glucagon, augmente la production de lactates par les entérocytes.

## Doses
La metformine est conditionnée sous forme de comprimés de 500, 700, 850 et parfois 1 000 mg, la posologie variant d'un à trois comprimés par jour en trois prises différentes selon l'état rénal du sujet et la gravité de son diabète.
L'adaptation de la dose pour les patients en insuffisance rénale se fait selon le débit de filtration glomérulaire (DFG). Entre 45 et 59 ml/min, la dose maximale est de 2g/j. Entre 30 et 44 ml/min, la dose maximale est de 1g/j. En dessous de 30 ml/min (insuffisance rénale sévère voir terminal), la metformine est contre-indiqué car présentant trop de risques.
Afin d'en diminuer les doses, la metformine est souvent associée à un traitement utilisant des insulines rapides, ainsi que lentes (par exemple gargline).

## Effets secondaires
Les effets secondaires sont prédominants en début de traitement, puis diminuent progressivement avec l'accoutumance à la metformine. On retrouve comme effets secondaires :
- Troubles digestifs (surtout diarrhée et vomissement)
- Acidose lactique (rare mais grave)

La metformine baisserait le taux sanguin de vitamine B12, mais les conséquences cliniques de cette diminution ne sont pas claires.
Pour diminuer les effets secondaires (notamment digestifs), il est conseillé de prendre la metformine pendant ou après les repas et d'augmenter progressivement les doses lors de l'initiation du traitement.

## Contre-indications
Ce sont les anomalies augmentant le risque d'acidose lactique, soit par augmentation de production de lactate (hypoxie, états de choc), soit par risque d'accumulation (insuffisance rénale chronique) :
- insuffisance rénale, même modérée ;
- acidocétose ;
- insuffisance hépatique grave ;
- état d'ivresse ;
- injection de produit de contraste iodé (utilisé pour les examens de type scanner-X) ;
- insuffisance cardiaque décompensée ;
- insuffisance respiratoire grave ;
- infarctus du myocarde récent ou ischémie coronarienne évolutive ;
- infection aiguë : septicémie, bactériémie, méningite… ;
- gangrène ou ischémie critique des membres inférieurs ;
- grossesse et allaitement.

## Interactions médicamenteuses
Certains médicaments peuvent faire varier le taux de sucre dans le sang et déséquilibrer la glycémie. L'association de ce médicament avec les corticoïdes, les anti-asthmatiques bronchodilatateurs, les diurétiques ou les inhibiteurs de l'enzyme de conversion peut nécessiter un contrôle plus fréquent de la glycémie, voire une modification de la posologie de la metformine. L'alcool peut entrainer une potentialisation de l'effet de la metformine sur le métabolisme du lactate, il est donc déconseillé d'en avoir une consommation excessive lorsque l'on est traité par de la metformine.

## Metformine et cancer

### Chez les animaux
Elle serait efficace sur la prévention du cancer du poumon provoqué par le tabac dans un modèle animal. De plus, plusieurs études épidémiologiques rétrospectives ainsi que des études expérimentales ont montré que la metformine pourrait avoir un effet antitumoral dans le cadre du cancer de la prostate, du sein, de l'ovaire et du pancréas.

### Chez les humains
Ces essais prometteurs sur les souris ont entrainé des essais sur les humains, mais aucune efficacité n'a pu être démontré.

## Autres maladies

### Maladie de Parkinson
Une étude sur la souris fait apparaître un effet positif sur la neurogenèse, avec un effet positif sur certaines neurodégénérescences comme la maladie de Parkinson.

### Hypertrophie Ventriculaire
Elle peut contribuer à une régression partielle de l'hypertrophie ventriculaire gauche.

### Vieillissement
Selon d'autres études, la metformine est susceptible de ralentir le vieillissement et de prolonger la vie chez plusieurs espèces animales. Fin novembre 2015, la FDA décide de lancer des expérimentations humaines pour vérifier ces effets de ralentissement du vieillissement sur les humains, et donc le potentiel préventif de cette molécule contre de nombreuses pathologies liées à l'âge. Cet essai clinique, d'une durée de 6 ans, n'a toujours pas commencé en 2022 ; l'efficacité potentielle de la metformine contre le vieillissement est débattue dans la communauté scientifique,.
La metformine prise les premiers jours des symptômes réduirait le risque de covid long (-42 % chez les personnes obèses ou en surpoids, notamment si non vaccinées).

## Divers
La metformine fait partie de la liste des médicaments essentiels de l'Organisation mondiale de la santé (liste mise à jour en avril 2013). Son coût est rendu modeste par la commercialisation de produits génériques.